# PAC611
Socket PAC611 – wyposażone w 611 styków gniazdo dla mikroprocesorów z rodziny Intel Itanium 2. Specyfikacja opisuje zarówno podłączenia elektryczne, jak i fizyczne rozmieszczenie elementów podstawki. W gnieździe osadzany był moduł zawierający mikroprocesor.

## Specyfikacja techniczna
Podstawkę Socket PAC611 zaprezentowano wraz z układami Intel Itanium 2 w roku 2002. Gniazdo umożliwiało pracę z szyną o taktowaniu do 200 MHz. Górna granica częstotliwości szyny dla procesorów osadzanych w tym gnieździe to 800 MHz.